# Kamuli (district)
Kamuli is een district in het oosten van Oeganda.
Kamuli telt 558.566 inwoners op een oppervlakte van 4302 km².